# Dominion

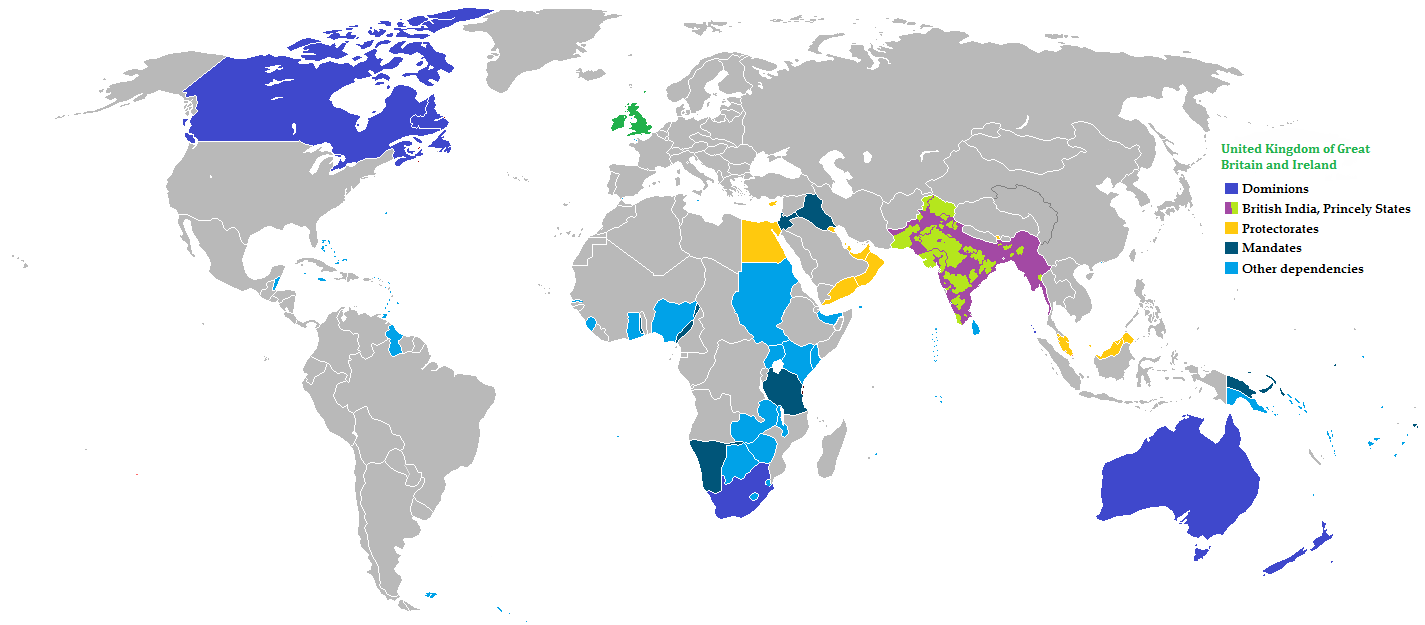
Struttura dell'Impero britannico nel 1920: i dominions sono in violetto

Dominion era un termine, usato soprattutto prima del 1948, che designava alcuni territori dell'Impero britannico dotati di ampia autonomia politica, successivamente divenuti Stati indipendenti, membri del Commonwealth.
Tra gli Stati cui fu applicata tale definizione si ricordano il Canada, l'Australia, la Nuova Zelanda, Terranova, l'Unione Sudafricana e lo Stato Libero d'Irlanda.
Il termine fu utilizzato anche dopo il 1948 per alcune ex colonie che mantennero, anche dopo l'indipendenza, il monarca britannico come loro capo di Stato: esse sono gli attuali Reami del Commonwealth (Australia, Antigua e Barbuda, le Bahamas, Belize, Canada, Grenada, Jamaica, Papua New Guinea, St Christopher e Nevis, St Lucia, St Vincent e le Grenadines, Nuova Zelanda, Isole Salomone e Tuvalu).

## Terminologia
L'uso della parola dominion, come termine generico per i vari territori d'oltremare britannici, risale al XVII secolo. Come titolo ufficiale, fu conferito alla Colonia della Virginia, nel 1660 circa, e al dominion della Nuova Inghilterra nel 1686. Questi dominion non avevano uno status paragonabile a quello indicato con l'uso successivo del termine, ovvero una colonia dotata di autogoverno. Il primo ad essere indicato, invece, in quest'ultima accezione fu il Canada nel 1867.
L'uso del termine per indicare una colonia autogovernata fu implicitamente introdotto dalla Conferenza imperiale del 1907, la quale stabilì che il Canada e l'Australia fossero indicati come dominion, piuttosto che come colonie. Due altre colonie autogovernate, la Nuova Zelanda e Terranova, vennero riconosciute come dominion nello stesso anno, seguite dal Sudafrica (1910) e dallo Stato Libero d'Irlanda (1922).
La dichiarazione Balfour del 1926 e lo Statuto di Westminster del 1931 riconobbero questi territori come "Comunità autonome dell'Impero britannico", stabilendo che fossero considerati come eguali rispetto al Regno Unito, rendendoli essenzialmente membri indipendenti del Commonwealth. Dopo la seconda guerra mondiale, il declino del colonialismo britannico portò i dominion a essere indicati come reami del Commonwealth, e l'uso del termine andò scemando.

## Sviluppo storico
Il termine dominion originariamente si riferiva a qualsiasi possedimento d'oltremare del monarca britannico; il titolo completo di Oliver Cromwell, ad esempio, era "Lord Protettore del Commonwealth d'Inghilterra, Scozia e Irlanda, e dei dominion ad esso appartenenti". Il Re Carlo II assegnò il titolo di "Dominion" alla Colonia della Virginia in segno di gratitudine per la sua lealtà alla Corona durante la guerra civile inglese (per questo lo stato mantiene ancora il nomignolo di "Old Dominion"). Il nome fu portato anche dal Dominion del New England, che ebbe breve vita. Nessuno dei due, comunque, ebbe l'autonomia dalla Gran Bretagna che fu concessa ai Dominion della storia successiva.
Tutte le colonie del Nord America Britannico ottennero un limitato autogoverno tra il 1848 e il 1855, con l'eccezione della Colonia dell'Isola di Vancouver. La Nuova Scozia fu la prima colonia a ottenere il "governo responsabile" nel gennaio-febbraio 1848, grazie agli sforzi di Joseph Howe. Più tardi nello stesso anno fu la volta della provincia del Canada. Queste furono seguite dall'Isola del Principe Edoardo nel 1851, e dal Nuovo Brunswick e da Terranova nel 1855 sotto Philip Francis Little. Il 1 luglio 1867 tre di queste colonie dotate di autogoverno (escluse l'Isola del Principe Edoardo e Terranova, che vi aderirono rispettivamente nel 1873 e 1949) diedero vita ad una nuova entità federale, il Dominion of Canada, successivamente allargatosi territorialmente (a partire dal 1870-1871 comprese tutto il Nord America britannico continentale.
L'Australian Constitutions Act del 1850 istituì per le quattro colonie australiane esistenti l'apparato che consentiva la fondazione dei Parlamenti e del governo responsabile, una volta soddisfatte determinate condizioni; esso prevedeva inoltre la separazione di Vittoria (nel 1851) dal Nuovo Galles del Sud e la sua costituzione come colonia separata, con simili capacità di ottenere l'autogoverno. Nuovo Galles del Sud, Vittoria, Australia Meridionale e Tasmania, assieme alla Nuova Zelanda, ottennero il governo responsabile subito dopo, nel 1856; l'Australia Occidentale attese fino al 1891. Il Queensland venne separato dal Nuovo Galles del Sud e fondato come colonia separata nel 1859. Questo lasciò una grossa parte di territorio nell'Australia settentrionale che era tecnicamente parte del Nuovo Galles del Sud, anche se ne era fisicamente separato. Questo territorio venne trasferito in parte al Queensland e in parte all'Australia Meridionale nel 1863 (la parte assegnata all'Australia Meridionale venne successivamente trasferita al Commonwealth dell'Australia come Territorio Settentrionale federale nel 1911). Come già avvenuto in Nord America, anche le sei colonie australiane dotate di autogoverno diedero vita (1 gennaio 1901) ad una nuova entità federale, il Commonwealth of Australia (la Nuova Zelanda scelse di non aderire alla federazione).
Le colonie sudafricane ottennero l'autogoverno in seguito, con la Colonia del Capo che fu la prima nel 1872; ad essa seguirono il Natal (1893), il Transvaal (1906) e la Colonia del Fiume Orange (1907). Anche qui venne successivamente (31 maggio 1910) data vita ad una federazione, la Union of South Africa.
A partire dalla Conferenza coloniale del 1907 le due federazioni canadese e australiana, insieme ad altre due colonie autonome (Terranova e Nuova Zelanda), furono riconosciute come dominion, riconoscimento che spettò anche all'Unione Sudafricana al momento della sua creazione nel 1910.

## Poteri di gestione
I dominion erano colonie a cui veniva concessa una certa autonomia, sostanzialmente per quanto riguarda l'amministrazione interna. Al contrario, la politica estera e la difesa era saldamente sotto controllo britannico: fino alla seconda guerra mondiale i dominion non possedevano neanche rappresentanze diplomatiche all'estero, era il Regno Unito ad occuparsene (il Canada aveva aperto una propria rappresentanza diplomatica a Washington già nel 1928, trasformata in ambasciata nel 1943). Tale equilibrio gestionale era simboleggiato dal fatto che il capo dello Stato era, in unione personale, il sovrano del Regno Unito (rappresentato da un governatore generale) e che la Costituzione poteva essere modificata soltanto col doppio voto del parlamento locale e del Parlamento di Westminster.
Con il trattato di Westminster ai dominion era stata riconosciuta parità rispetto al Regno Unito; con lo scoppio della seconda guerra mondiale nel 1939 fu perciò materia di discussione se l'entrata di Londra nel conflitto avrebbe dovuto coinvolgere automaticamente anche i dominion. La tendenza era di considerarli ormai autonomi nella questione, e in effetti l'Irlanda si dichiarò neutrale. I governi di Australia e Nuova Zelanda intervennero con la motivazione che non avessero ancora ratificato il trattato; Canada e Sudafrica scelsero comunque di partecipare al conflitto.